# التدخل العسكري الروماني في بيسارابيا
حدث التدخل العسكري الروماني في بيسارابيا بين 19 يناير و8 مارس (5 يناير – 23 فبراير حسب التقويم القديم) من عام 1918، كجزء من تدخل أوسع للحلفاء في الحرب الأهلية الروسية. وألب التدخل من جهة مملكة رومانيا والجمهورية الروسية وجمهورية أوكرانيا الشعبية وفصائل معادية للبلاشفة في جمهورية مولدافيا الديمقراطية ضد رومتشيرود وجمهورية أوديسا السوفييتية اللتين كانتا تحت سيطرة البلاشفة، وأيضًا فصائل مؤيدة للبلاشفة ضمن جمهورية مولدافيا الديمقراطية. بدأ التدخل حين عبر الجيش الروماني وحلفاؤه نحو بيسارابيا وشن هجومًا على تشيسيناو وأونغيني، واستولى على هذه الأخيرة.
في 19 من شهر يناير، سيطر الفرونتوتديل على تشيسيناو، وفقدوا السيطرة عليها بعد هجوم روماني ثان في 26 يناير. في 29 يناير، حاصرت القوات الرومانية بيندير، وبعد قتال أشد شراسة بكثير انسحب المدافعون من المدينة في 2 فبراير. في شمالي بيسارابيا، سيطرت القوات الرومانية على بالتي في 5 فبراير. وفي 14 فبراير، عين فلاديمير لينين ميخائيل مورافيوف قائدًا لجبهة بيسارابيا وترانسنيستريا، وعززها ب 3000 جندي. شن مورافيوف هجومًا مضادًا وحقق عددًا من الانتصارات، غير أن مكاسبه تلاشت حين شنت قوى المحور هجومًا واسع النطاق ضد البلاشفة. في الجنوب، واصل البحارة البلاشفة السيطرة على أجزاء من بودجاك حتى أوائل شهر مارس، قبل الانسحاب إلى أوديسا.
انتهزت رومانيا الفرصة لخرق مفاوضات هدنة مع البلاشفة واحتلال آخر أراضي بيسارابيا التي لم تكن تحت سيطرتها بعد. في 6 من شهر فبراير، أعلن سفاتول تاري، برلمان جمهورية مولدافيا الديمقراطية، استقلال البلاد. في 9 أبريل من عام 1918، اتحدت جمهورية مولدافيا الديمقراطية مع رومانيا.

## الخلفية
في عام 1812، ونتيجة لمعاهدة بوخاريست التي تلت الحرب التركية الروسية لعامي 1806 و1812، وعلى الرغم من جميع الاحتجاجات، خسرت مولدافيا جزءها الشرقي الواقع بين نهري بروت ودنييستر لمصلحة روسيا. ومع اتخاذها لاسم بيسارابيا، استعمرت الأرض التي ضمت من قبل روسيا بصورة تدريجية وتعرضت للروسنة. كان التعليم باللغة الرومانية محظورًا، وحظر أيضًا استخدامها ضمن الإدارة، في حين أصبحت الكنيسة الأرثوذوكسية في بيسارابيا، التي انشقت عن كنيسة مولدافيا الميتروبولية وانضوت ضمن قضاء الكنيسة الأرثوذوكسية الروسية، أيضًا أداة لسياسة الروسنة. في أعقاب اتحاد مولدافيا مع الأفلاق في عام 1859، وتأسيس مملكة رومانيا المستقلة في عام 1881، باتت السياسة الخارجية الجديدة للدولة الجديدة متأثرة بصورة كبيرة بأفكار النهضة الوطنية الرومانية التي كانت تهدف إلى إقامة رومانيا العظمى التي كانت ستضم جميع الناطقين باللغة الرومانية، بما فيهم سكان بيسارابيا.
خلال الحرب العالمية الأولى، في عامي 1916 و1917، خاضت رومانيا وروسيا الحرب بصفتهم الحلفاء، وخلال شتاء عام 1916\1917 أمرت القيادة الروسية فرقة المشاة رقم 35 والقوات المدرعة رقم 15 بالتوجه إلى الجبهة الرومانية بهدف استباق الاحتلال الكامل للبلاد. كان الجزء الجنوبي من رومانيا (72% من أراضيها) محتلًا بصورة مسبقة من قبل قوى المحور، وكانت العاصمة نفسها، بوخارست، قد سقطت في 4 ديسمبر 1916. تمكنت القوات الرومانية والروسية من الدفاع بنجاح في وجه الهجوم الألماني، واستقرت الجبهة بحلول أواسط شهر أغسطس من عام 1917. في غضون تلك الفترة، كانت أخبار ثورة شباط التي أطاحت بالقيصر الروسي قد وصلت إلى بيسارابيا. أقيم أول سوفييت محلي في بيندر (مولدوفا) في 21 مارس من عام 1917، وبحلول شهر مايو من العام نفسه كانت السوفييتات قد أنشئت في كافة مقاطعات بيسارابيا. بصورة متزامنة، وخلال ربيع العام 1917، بدأ الفلاحون بتقسيم الأراضي في ما بينهم. وأسس أيضًا الحزب الوطني المولدافي خلال الجزء الثاني من شهر مارس من عام 1917، وجذب ملاك الأراضي بصورة رئيسية. مع حصوله على دعم من الحكومة الرومانية، حرض الحزب على إدخال اللغة المولدافية إلى مؤسسات الدولة وحل المشكلة الزراعية بصورة تصب في مصلحة المولدافيين فقط وروج بصورة تدريجية لاتحاد مع رومانيا. على الرغم من أن الاستقطاب الوطني كان قد برز من بين صفوف جنود الجيش الروسي، فشل الحزب المولدافي الوطني في فرض أهدافه على منظمات مختلفة انبثقت في سياق الثورات: قرر مؤتمر إبريل الإقليمي للأساتذة العموميين أنه ينبغي استخدام اللغتين الروسية والمولدافية في التعليم، في حين قرر مؤتمر الفلاحين الإقليمي الأول (3 – 5 يونيو من عام 1917) نقل جميع الأراضي إلى ملكية عامة، وطالب بمعاملة مشابهة للمعاملة التي لقيتها جميع الجماعات الوطنية، وقرر بأن ينال حكمًا ذاتيًا ضمن روسيا. وذكر سياسيا الحزب الوطني المولدافي غريغور كازاكليو ويون فالوتا في وصفهما للأوضاع أن «الشعب المولدافي يعتبرنا بمثابة أعداء له». فشل الحزب في تحقيق شعبية في صفوف البيسارابيين الذين أدلوا بأصواتهم في شهر نوفمبر من عام 1917، في الدائرة الانتخابية في بيسارابيا، في انتخابات الجمعية التأسيسية الروسية، ولم ينل سوى 2.3 % من إجمالي الأصوات. إلا أنه في نهاية المطاف أيد اتحاد بيسارابيا مع رومانيا في 27 مارس\9 أبريل 1918 ثلاثة من النواب الخمس الذين كانوا يمثلون سوفييت نواب الفلاحين، بقيادة يون إينكوليت وبانتيليمون إرهان، وكان من بينهم أيضًا تيودور كوجوكارو، المنتخبين للجمعية التأسيسية لعموم روسيا، التي نالت 36.7% من إجمالي الأصوات في انتخابات نوفمبر لعام 1917 في الدائرة الانتخابية في بيسارابيا، من بين ال 13 نائبًا انتخبوا عن المقاطعة.
إضافة إلى أعمال السلب والعنف التي كان الفارون يقومون بها، والتي كانت أمرًا مألوفًا في الأقاليم القريبة من خط الجبهة كبيسارابيا، قللت ثورة فبراير من الانضباط بين صفوف الجنود بصورة أكبر، الأمر الذي نجم عنه ارتفاع في أعداد الفارين وتضاعف في حالات السطو والسلب. في شهر أغسطس من عام 1917، بعد فترة أيام يوليو، قررت اللجنة التنفيذية المركزية العسكرية المولدافية في تشيسيناو، مدعومة من قبل سوفييت مدينة تشيسيناو، إنشاء 10 وحدات وطنية مولدافية تتألف كل منها من 40 شخصًا، سميت هذه الوحدات في البداية بالكتائب، ومن ثم بالمفارز المتنقلة. كانت المهمة الرئيسية للكتائب الحفاظ على النظام في وجه الفوضى المحلية، إلا أنها لم تتمكن من فعل ذلك في سياق الاضطراب والتمرد الاجتماعيين بين الجنود الروس. ويزعم ميخائيل ميلتيوخوف أن الوحدات تدخلت أيضًا لمنع الفلاحين من اقتسام أراضي الملكيات الكبيرة وساعدت في استعادة ملكيات ملاك الأراضي الكبيرة. في الآن نفسه، أفضت الأوضاع الداخلية في روسيا أيضًا إلى بروز مجموعات بلشفية بين الجنود الروس: أنشئت منظمات مختلفة في بيسارابيا وعلى الجبهة الرومانية خلال شهري أغسطس وسبتمبر. تجلى النفوذ البلشفي حتى ضمن صفوف كتائب مولدافية محددة، الأمر الذي دفع ستيفان سيوبانو لاحقًا إلى إعلان أن «وحدات الكتائب المولدافية التي كانت تحت إمرة سفاتول تاري هي بالضبط التي أصابها الفايروس البلشفي». وبات الفلاحون أيضًا أكثر راديكالية، ودعى المؤتمر الإقليمي الثاني للفلاحين (9 – 13 سبتمبر 1917) إلى نقل جميع الأراضي والمياه والغابات والموارد إلى الحيز العام، ما كان انعكاسًا للشعار البلشفي «جميع الأراضي للفلاحين». ابتداء من 7 أكتوبر، قررت اللجنة التنفيذية المركزية العسكرية المولدافية إنشاء وحدات تحت إمرتها وحدها، وقدمت لها القيادة الروسية للجبهة الرومانية ومقاطعة أوديسا العسكرية دعمًا بجنود وضباط. دعت اللجنة أيضًا إلى انعقاد مؤتمر عسكري مولدافي يضم نحو 600 نائبًا، أغلبهم ضباط، وفي 3 من شهر نوفمبر قرر المؤتمر إقامة جمعية إقليمية، سفاتول تاري، تؤيد استقلالًا ذاتيًا لبيسارابيا.
وفقًا ليون جيوركا، أفضت الإطاحة بالحكومة الروسية المؤقتة في بيتروغراد في شهر أكتوبر من عام 1917 (عرفت أيضًا بثورة أكتوبر) واستيلاء البلاشفة على السلطة إلى غياب التنظيم والانضباط في الجيش الروسي على الجبهة الشرقية. في 5 من شهر ديسمبر (22 نوفمبر حسب التقويم القديم) 1917، وقّعت روسيا السوفييتية ضمن معادة بريست ليتوفسك على وقف تام لإطلاق النار مع قوى المحور، ودعت إلى سلام دون أي أعمال ضم أو تعويضات وأمرت قواتها بوقف القتال مع تطبيقها لهدنة مع قوى المحور. رفض ديميتري شيرباتشيف، قائد القوات الروسية على الجبهة الرومانية، الامتثال لأوامر الحكومة السوفييتية. تحت هذه الشروط، برزت مجموعتان متعارضتان في الجيش الروسي المحلي: اعترفت إحداهما بالقيادة البلشفية الجديدة في بيتروغراد، وصممت على ترك الجبهة، ومجموعة ثانية قادها الجنرال شيرباتشيف أرادت مواصلة الحرب. ولم يمض وقت طويل حتى وقعت خلافات ومواجهات مسلحة بين المجموعتين. وعلى الرغم من الدعم العسكري الروماني، فشل شيرباتشيف، الذي كان قد أصبح وفقًا لفان ميورس «قائدًا دون جيش»، في قمع اللجنة البلشفية المحلية ووافق في نهاية المطاف على توقيع هدنة مع الألمان. نتيجة لذلك، وقعت رومانيا وروس بقيادة شيرباتشيف على هدنة في فوكساني في 9 ديسمبر (26 نوفمبر حسب التقويم القديم) من عام 1917، قبل ستة أيام من الهدنة بين روسيا وقوى المحور.